# 佐々栄治
佐々 栄治（ささ えいじ、1945年-）は、日本の実業家。愛眼株式会社取締役会長。

## 来歴
大阪経済大学経営学部卒業(34回卒)。
1968年に愛眼株式会社入社後、1979年に第1営業部商品部長・取締役となる。以後、常務取締役（1989年）、専務取締役（1993年）を経て、2003年6月に代表取締役に就任した。その後、2011年4月、 取締役会長となる。
2012年には、中国にある北京愛眼眼鏡有限公司董事長にも就任した。